# 上ビルマ

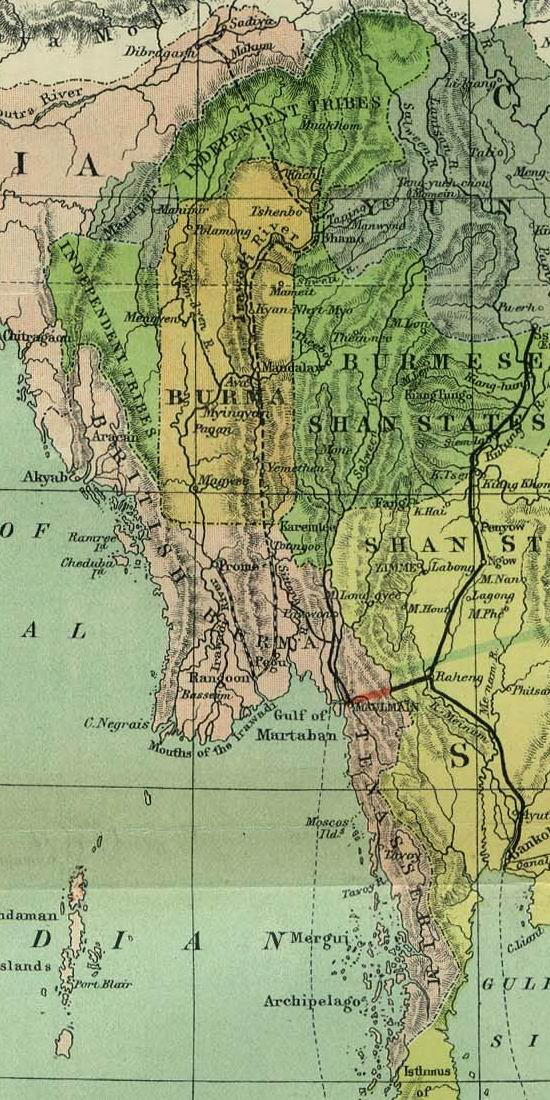
上ビルマをオレンジ色、下ビルマをピンク色で示したイギリスの地図

上ビルマ（Upper Burma, ビルマ語: အထက်မြန်မာပြည်）は、ミャンマー（ビルマ）の地域名でエーヤワディー川流域の平原部のうち上流域を指す。

## 地理
本来「上ビルマ」は「下ビルマ」とともに明確な境界が存在しない地理的呼称として用いられていたが、イギリスへの下ビルマの割譲によって、ビルマ王朝とイギリス植民地の間に引かれた明確な境界を持つ土地区分としての意味合いも有するようになる。
マンダレー盆地中央部には、サブカ型の塩湖がいくつか存在する。土壌の大部分は砂質で軽く、養分は比較的貧しいが種類は多く、棘の少ない低木が繁茂する。
上ビルマはサバナ気候に属し、エーヤワディー川支流域では灌漑による水田耕作が盛んに行われていた。河川の水位が下がる乾季にはエーヤワディーの沖積地（カイン）や中州（カインチュン）を耕し、タマネギ、トウガラシ、タバコ、マメ類などの作物が栽培される。上ビルマではアワ、マメ類、ゴマが伝統的に栽培され、植民地時代に入って綿、サトウキビ、ラッカセイが栽培されるようになった。

## 歴史
最初のビルマ族の王朝であるパガン王朝は上ビルマに建設され、アヴァ王朝などの多くの国家が上ビルマに首都を定めた。1852年の第2次英緬戦争の後、コンバウン王朝はイギリスにエーヤワディー川下流域の平地部（下ビルマ）を割譲する。1885年の第3次英緬戦争の結果ビルマ全土がイギリスの植民地とされると、政治・社会・経済の中心地は上ビルマから下ビルマのヤンゴンに移る。しかし、伝統的なビルマ文化の精神（ミャンマー・フム）は上ビルマに宿っていると考える人間は多く、最後のビルマ族の王朝であるコンバウン王朝の首都マンダレーは上ビルマの文化・経済の中心地となっている。